# Kim Rhode
Kimberly ("Kim") Susan Rhode (Whittier, 16 juli 1979) is een Amerikaanse schutter. Ze nam zesmaal deel aan de Olympische Spelen en won hierbij in totaal zes medailles tijdens deze zes verschillende edities. Rhode is daarmee mede-recordhoudster.

## Biografie
Rhode werd geboren in Whittier, Californië en begon op vroege leeftijd met jagen op dieren voor de sport. Ze ging mee met Afrikaanse safari's op 12-jarige leeftijd. Een jaar later won ze haar eerste dubbeltrap kampioenschap. Ze werd ook zesmaal Amerikaans kampioene op het onderdeel dubbeltrap.
Rhode won op zes opeenvolgende edities een olympische medaille. Op het inmiddels afgevoerde onderdeel dubbeltrap won op de editie van 1996 de gouden medaille, wat haar tot jongste kampioene in de olympische schietsport maakte. Ze was dit jaar ook het jongste lid van het Amerikaans olympisch team. Op de Spelen van 2000 won ze brons en een tweede gouden medaille behaalde ze op de editie van 2004. Nadat dubbeltrap van het olympische programma werd gehaald concentreerde ze zich op het kleiduivenschieten (skeet). Op de edities van 2008 en 2012 won ze op dit onderdeel respectievelijk een zilveren en een gouden medaille. In 2012 evenaarde ze op het olympisch toernooi het wereldrecord van 99 geraakte kleiduiven.
In september 2008 werd haar wapen gestolen uit haar auto. Dit wapen gebruikte ze al achttien jaar in wedstrijden. Het kwam opnieuw in haar bezit nadat het in januari 2009 gevonden was bij een crimineel. Deze kreeg een boete voor illegaal wapenbezit. Via crowdfunding was echter reeds $ 13.000 bij elkaar gekomen waarmee ze een Perazzi-shotgun had gekocht. Omdat ze hiermee getraind had besloot ze het oude wapen niet meer te gebruiken nadat ze hiermee op vier Olympische Spelen succesvol was geweest.
2000: Zemfira Meftachetdinova ·
2004: Diana Igaly ·
2008: Chiara Cainero ·
2012: Kim Rhode ·
2016: Diana Bacosi ·
2020: Amber English ·
2024: Francisca Crovetto